# Kostiantínivka (Djankoi)
|  | Per a altres significats, vegeu «Kostiantínivka». |

Kostiantínivka (en ucraïnès Костянтинівка, en rus Константиновка, Konstantínovka) és un poble de la República Autònoma de Crimea, a Ucraïna, que el 2014 tenia 373 habitants. Pertany al districte rural de Djankoi.